# Discografia degli Yes
Il catalogo degli Yes della Atlantic Records ha subito almeno due rimasterizzazioni e ripubblicazioni su CD. Le prime pubblicazioni su CD apparvero alla fine degli anni ottanta, e le prime rimasterizzazioni alla metà degli anni novanta, con un suono decisamente migliorato e molta della grafica originale ripristinata. Nel 2003 un'ulteriore rimasterizzazione è stata iniziata dalla Rhino Records, con un lavoro ancora più accurato di recupero della grafica, libretti estesi e rare tracce extra.

## Album in studio
| Anno di pubblicazione | Album | Billboard 200 / certificazione RIAA (USA) | Official Albums Chart / certificazione BPI (UK) |
| --------------------- | --- | ----------------------------------------- | ----------------------------------------------- |
| 1969                  | Yes Pubblicazione: 25 luglio 1969; Formazione: Anderson, Banks, Bruford, Kaye, Squire                                                                        | -                                         | -                                               |
| 1970                  | Time and a Word Pubblicazione: 24 luglio 1970; Formazione: Anderson, Banks, Bruford, Kaye, Squire                                                            | -                                         | 45                                              |
| 1971                  | The Yes Album Pubblicazione: 19 febbraio 1971; Formazione: Anderson, Bruford, Howe, Kaye, Squire                                                             | 40 (Platino)                              | 4 (Argento)                                     |
| 1971                  | Fragile Pubblicazione: 12 novembre 1971 (Regno Unito), 4 gennaio 1972 (Stati Uniti); Formazione: Anderson, Bruford, Howe, Squire, Wakeman                    | 4 (2x Platino)                            | 7 (Platino)                                     |
| 1972                  | Close to the Edge Pubblicazione: 8 settembre 1972; Formazione: Anderson, Bruford, Howe, Squire, Wakeman                                                      | 3 (Platino)                               | 4 (Platino)                                     |
| 1973                  | Tales from Topographic Oceans Pubblicazione: 7 dicembre 1973 (Regno Unito), 9 gennaio 1974 (Stati Uniti); Formazione: Anderson, Howe, Squire, Wakeman, White | 6 (Oro)                                   | 1 (Oro)                                         |
| 1974                  | Relayer Pubblicazione: 29 novembre 1974 (Regno Unito), 5 dicembre 1974 (Stati Uniti); Formazione: Anderson, Howe, Moraz, Squire, White                       | 5 (Oro)                                   | 4                                               |
| 1977                  | Going for the One Pubblicazione: 22 luglio 1977; Formazione: Anderson, Howe, Squire, Wakeman, White                                                          | 8 (Oro)                                   | 1 (Oro)                                         |
| 1978                  | Tormato Pubblicazione: 20 settembre 1978; Formazione: Anderson, Howe, Squire, Wakeman, White                                                                 | 10 (Platino)                              | 8 (Oro)                                         |
| 1980                  | Drama Pubblicazione: 22 agosto 1980; Formazione: Downes, Horn, Howe, Squire, White                                                                           | 18                                        | 2 (Argento)                                     |
| 1983                  | 90125 Pubblicazione: 7 novembre 1983; Formazione: Anderson, Kaye, Rabin, Squire, White                                                                       | 5 (3x Platino)                            | 16 (Oro)                                        |
| 1987                  | Big Generator Pubblicazione: 28 settembre 1987; Formazione: Anderson, Kaye, Rabin, Squire, White                                                             | 15 (Platino)                              | 17                                              |
| 1991                  | Union Pubblicazione: 30 aprile 1991; Formazione: Anderson, Bruford, Howe, Kaye, Rabin, Squire, Wakeman, White                                                | 15 (Oro)                                  | 7                                               |
| 1994                  | Talk Pubblicazione: 21 marzo 1994; Formazione: Anderson, Kaye, Rabin, Squire, White                                                                          | 33                                        | 20                                              |
| 1996                  | Keys to Ascension Pubblicazione: 28 ottobre 1996; Formazione: Anderson, Howe, Squire, Wakeman, White                                                         | 99                                        | 48                                              |
| 1997                  | Keys to Ascension 2 Pubblicazione: 3 novembre 1997; Formazione: Anderson, Howe, Squire, Wakeman, White                                                       | 159                                       | 62                                              |
| 1997                  | Open Your Eyes Pubblicazione: 24 novembre 1997; Formazione: Anderson, Howe, Sherwood, Squire, White                                                          | 151                                       | -                                               |
| 1999                  | The Ladder Pubblicazione: 20 settembre 1999; Formazione: Anderson, Howe, Sherwood, Squire, White, Khoroshev                                                  | 99                                        | 36                                              |
| 2001                  | Magnification Pubblicazione: 10 settembre 2001 (Regno Unito), 4 dicembre 2001 (Stati Uniti); Formazione: Anderson, Howe, Squire, White                       | 186                                       | 71                                              |
| 2011                  | Fly from Here Pubblicazione: 22 giugno 2011; Formazione: David, Downes, Howe, Squire, White                                                                  | 36                                        | 30                                              |
| 2014                  | Heaven & Earth Pubblicazione: 2014; Formazione: Davison, Downes, Howe, Squire, White                                                                         | 26                                        | 20                                              |
| 2019                  | The Quest Pubblicazione: 2019; Formazione: |                                           |                                                 |
| 2023                  | Mirror to the Sky Pubblicazione: 2023; Formazione: |                                           |                                                 |

## Album dal vivo
| Anno di pubblicazione | Album                                             |
| --------------------- | ------------------------------------------------- |
| 1973                  | Yessongs                                          |
| 1980                  | Yesshows                                          |
| 1985                  | 9012Live: The Solos                               |
| 1996                  | Keys to Ascension                                 |
| 1997                  | Something's Coming: The BBC Recordings 1969-1970  |
| 1997                  | Keys to Ascension 2                               |
| 2000                  | House of Yes: Live from House of Blues            |
| 2007                  | Live at Montreux 2003                             |
| 2009                  | Symphonic Live                                    |
| 2011                  | Union Live                                        |
| 2011                  | In the Present - Live from Lyon                   |
| 2014                  | Songs from Tsongas - Yes 35th Anniversary Concert |
| 2014                  | Like It Is: Yes at the Bristol Hippodrome         |
| 2015                  | Progeny: Highlights from Seventy-Two              |
| 2015                  | Like It Is: Yes at the Mesa Arts Center           |
| 2017                  | Topographic Drama – Live Across America           |

## Raccolte
| Anno di pubblicazione | Album                                                         |
| --------------------- | ------------------------------------------------------------- |
| 1975                  | Yesterdays                                                    |
| 1981                  | Classic Yes                                                   |
| 1992                  | Yesstory                                                      |
| 1993                  | Symphonic Music of Yes (con la London Philharmonic Orchestra) |
| 1993                  | Highlights: The Very Best of Yes                              |
| 1998                  | Yes, Friends and Relatives                                    |
| 1999                  | Astral Traveller                                              |
| 2000                  | The Best of Yes                                               |
| 2001                  | Keystudio                                                     |
| 2006                  | Greatest Hits Live                                            |
| 2006                  | Live & Solo: The Yes Collection                               |

## Cofanetti
| Anno di pubblicazione | Cofanetto                                     |
| --------------------- | --------------------------------------------- |
| 1991                  | Yesyears                                      |
| 2002                  | In a Word: Yes (1969-)                        |
| 2003                  | The Ultimate Yes: 35th Anniversary Collection |
| 2005                  | The Word Is Live                              |
| 2006                  | Essentially Yes                               |
| 2015                  | Progeny: Seven Shows from Seventy-Two         |

## Singoli
| Anno di pubblicazione | Titolo                               | U.S. Hot 100 | U.S. Mainstream Rock | Official Singles Chart | Album             |
| --------------------- | ------------------------------------ | ------------ | -------------------- | ---------------------- | ----------------- |
| 1969                  | Sweetness                            | -            | -                    | -                      | Yes               |
| 1969                  | Looking Around                       | -            | -                    | -                      | Yes               |
| 1970                  | Time and a Word                      | -            | -                    | -                      | Time and a Word   |
| 1970                  | Sweet Dreams                         | -            | -                    | -                      | Time and a Word   |
| 1971                  | I've Seen All Good People: Your Move | 40           | -                    | -                      | The Yes Album     |
| 1971                  | Roundabout                           | 13           | -                    | -                      | Fragile           |
| 1971                  | America                              | 46           | -                    | -                      | Yesterdays        |
| 1972                  | And You and I                        | 42           | -                    | -                      | Close to the Edge |
| 1973                  | Roundabout (dal vivo)                | -            | -                    | -                      | Yessongs          |
| 1975                  | Soon/Sound Chaser                    | -            | -                    | -                      | Relayer           |
| 1977                  | Wonderous Stories                    | -            | -                    | 7                      | Going for the One |
| 1977                  | Going for the One                    | -            | -                    | 24                     | Going for the One |
| 1978                  | Don't Kill The Whale                 | -            | -                    | 36                     | Tormato           |
| 1980                  | Into The Lens                        | -            | -                    | -                      | Drama             |
| 1983                  | Owner of a Lonely Heart              | 1            | 1                    | 28                     | 90125             |
| 1983                  | Our Song                             | -            | 32                   | -                      | 90125             |
| 1983                  | Leave It                             | 24           | 3                    | 56                     | 90125             |
| 1984                  | It Can Happen                        | 51           | 5                    | -                      | 90125             |
| 1984                  | Changes                              | -            | 6                    | -                      | 90125             |
| 1985                  | Hold On                              | -            | 27                   | -                      | 90125             |
| 1987                  | Love Will Find A Way                 | 30           | 1                    | 73                     | Big Generator     |
| 1987                  | Rhythm Of Love                       | 40           | 2                    | -                      | Big Generator     |
| 1987                  | Shoot High, Aim Low                  | -            | 11                   | -                      | Big Generator     |
| 1988                  | Final Eyes                           | -            | 20                   | -                      | Big Generator     |
| 1991                  | Lift Me Up                           | 86           | 1                    | -                      | Union             |
| 1991                  | Make It Easy                         | -            | 36                   | -                      | Yesyears          |
| 1991                  | Saving My Heart                      | -            | 9                    | -                      | Union             |
| 1994                  | The Calling                          | -            | 3                    | -                      | Talk              |
| 1994                  | Walls                                | -            | 24                   | -                      | Talk              |
| 1997                  | Open Your Eyes                       | -            | 33                   | -                      | Open Your Eyes    |
| 1999                  | Homeworld (The Ladder)               | -            | -                    | -                      | The Ladder        |
| 2000                  | If Only You Knew                     | -            | -                    | -                      | The Ladder        |
| 2001                  | Don't Go                             | -            | -                    | -                      | Magnification     |
| 2011                  | We Can Fly                           | -            | -                    | -                      | Fly from Here     |

## Video

### Film
| Anno di pubblicazione | Titolo   |
| --------------------- | -------- |
| 1975                  | Yessongs |

### Album video
| Anno di pubblicazione | Titolo                                            |
| --------------------- | ------------------------------------------------- |
| 1985                  | 9012Live                                          |
| 1991                  | Greatest Video Hits                               |
| 1991                  | Yesyears - A Retrospective                        |
| 1992                  | Yes - Live 1975 At Q.P.R. Vol.1                   |
| 1992                  | Yes - Live 1975 At Q.P.R. Vol.2                   |
| 1995                  | Live in Philadelphia                              |
| 1996                  | Keys to Ascension                                 |
| 2000                  | House of Yes: Live from House of Blues            |
| 2002                  | Symphonic Live                                    |
| 2004                  | Yesspeak                                          |
| 2004                  | Yes Acoustic: Guaranteed No Hiss                  |
| 2005                  | Songs from Tsongas - Yes 35th Anniversary Concert |
| 2007                  | Classic Artists - Yes                             |
| 2007                  | Live at Montreux 2003                             |
| 2008                  | Yesspeak Live: The Director's Cut                 |
| 2009                  | The Lost Broadcasts                               |
| 2009                  | Rock Of The 70's                                  |
| 2011                  | Union Live                                        |
| 2011                  | In the Present - Live from Lyon                   |
| 2013                  | Live Hemel Hempstead Pavilion October 3rd 1971    |
| 2014                  | Like It Is: Yes At The Bristol Hippodrome         |
| 2015                  | Like It Is: Yes at the Mesa Arts Center           |